# براندون توماس (بازیکن فوتبال)
براندون توماس (انگلیسی: Brandon Thomas؛ زادهٔ ۴ فوریهٔ ۱۹۹۵) بازیکن فوتبال اهل اسپانیا است.
از باشگاه‌هایی که در آن بازی کرده‌است می‌توان به باشگاه ورزشی رئال مایورکا اشاره کرد.